# Palanques
Palanques ist eine Gemeinde (municipi) im Norden der Provinz Castelló in der Valencianischen Gemeinschaft in Spanien. Sie ist Teil der Comarca Els Ports und hat 34 Einwohner (Stand: 2024). 

## Geografie
Palanques liegt etwa 64 Kilometer nordnordwestlich von Castellón de la Plana in einer Höhe von ca. 670 m. 

## Bevölkerungsentwicklung
| Jahr      | 1970 | 1981 | 1991 | 2001 | 2011 | 2021 |
| Einwohner | 72   | 32   | 24   | 24   | 31   | 36   |

## Sehenswürdigkeiten

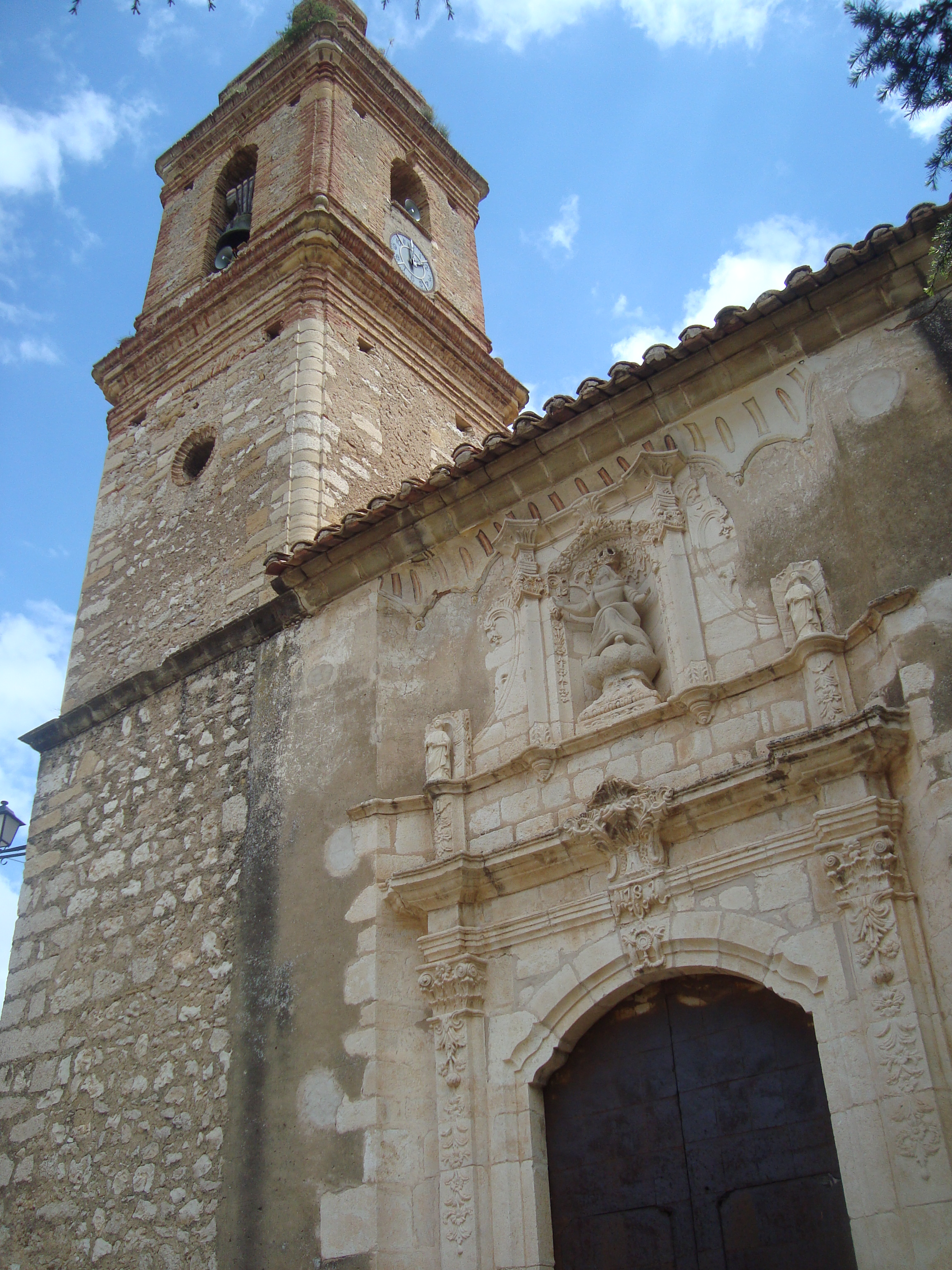
Turm von Palanques
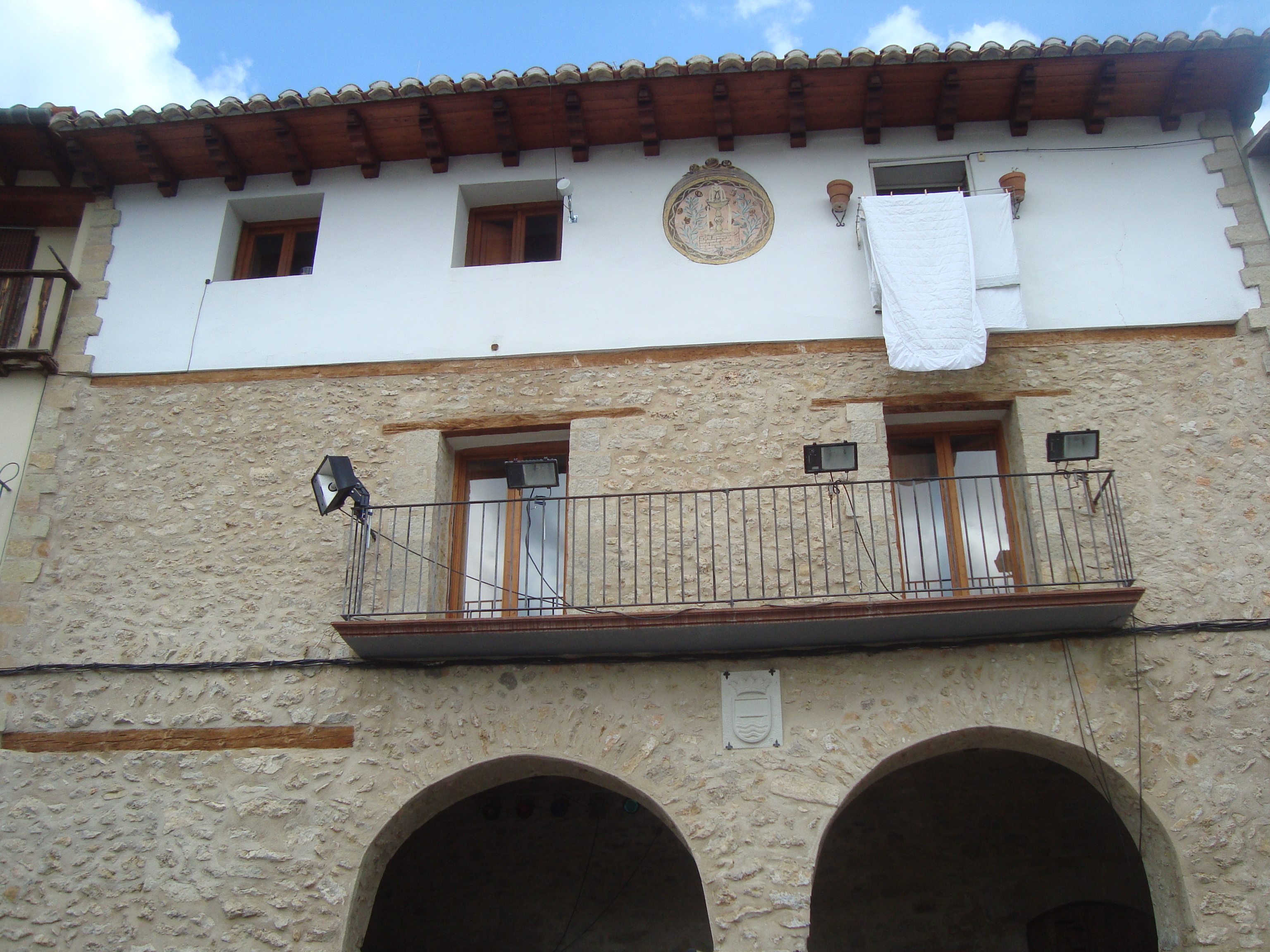
Kirche Mariä Himmelfahrt

- Kirche Mariä Himmelfahrt
- Rathaus